# Hooper (filme)
Hooper é um filme estadunidense de 1978, do gênero comédia e Ação, dirigido por Hal Needham. 
O filme se baseia em parte nas experiências reais do diretor, que trabalhara como dublê cinematográfico (stuntman), e é considerado uma homenagem ao trabalho muitas vezes anônimos desses profissionais.

## Elenco
- Burt Reynolds – Sonny Hooper
- Robert Klein –. Roger Deal
- Sally Field – Gwen Doyle
- Jan-Michael Vincent – Delmore "Ski" Shidski
- Brian Keith – Jocko
- Alfie Wise – Tony
- Adam West – Ele mesmo

## Roteiro
O veterano dublê Sonny Hooper, conhecido entre os profissionais de cinema do país como "o maior dublê vivo de Hollywood", trabalha em um filme estrelado por Adam West (o fictício The Spy Who Laughed At Danger). O exigente e egoista diretor Roger Deal planeja uma série de cenas de ação perigosas, que farão com que Hooper tenha que mostrar toda a sua capacidade. Porém, ele não se encontra bem fisicamente, com risco de ficar paralítico por causa de um problema na espinha dorsal. Mas não quer desistir, ainda mais quando o diretor contrata o jovem e ambicioso dublê "Ski", que quer se firmar no ramo superando Hooper e não percebe os riscos que terá pela frente.